# Franz Kohn

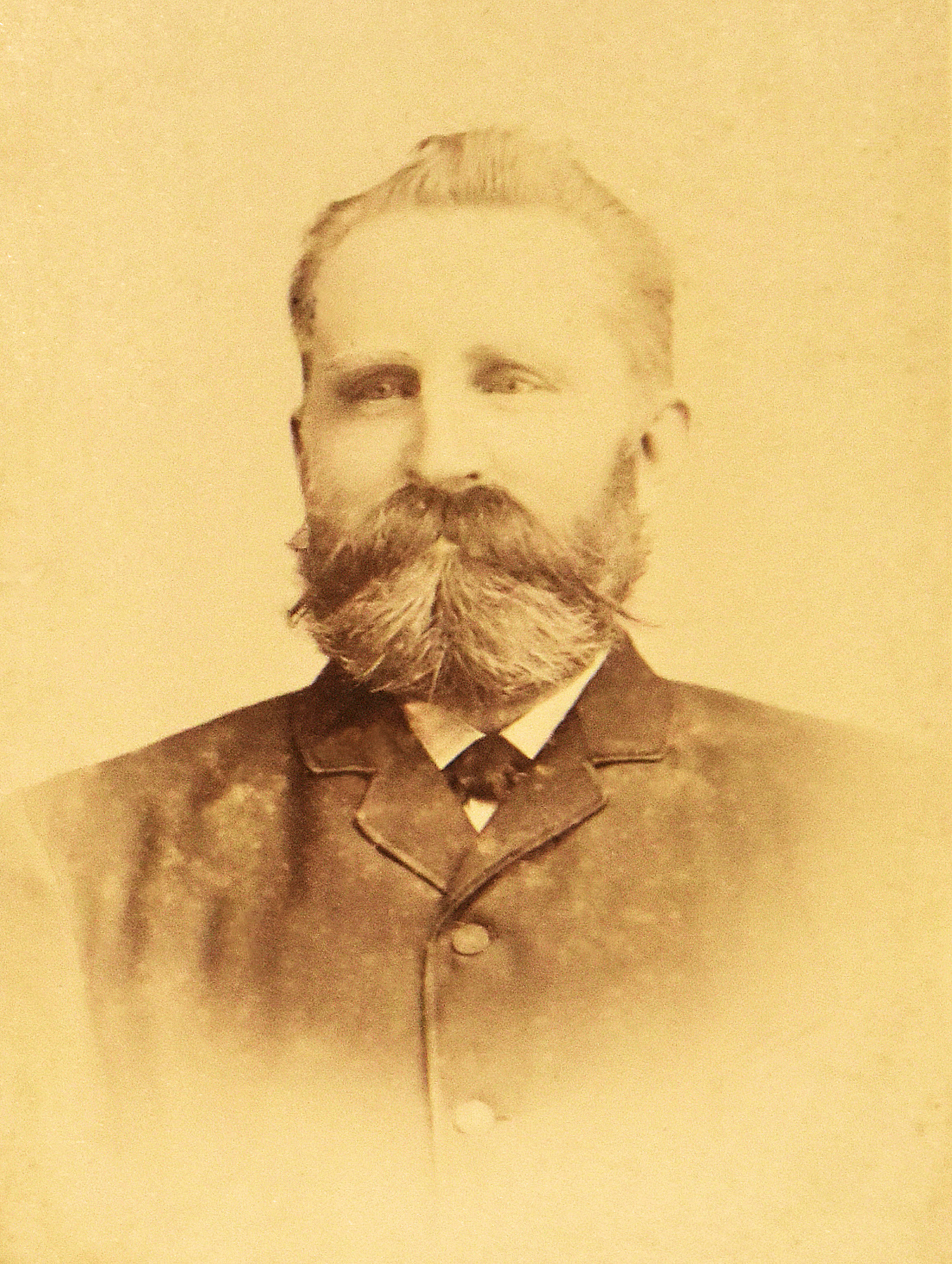
Franz Kohn, um 1903

Franz Kohn (* 15. Dezember 1857 in Geestemünde; † 24. März 1909 in Geestemünde) war ein deutscher Unternehmer, Holzgroßhändler, Senator von Geestemünde, und Mäzen.

## Biografie

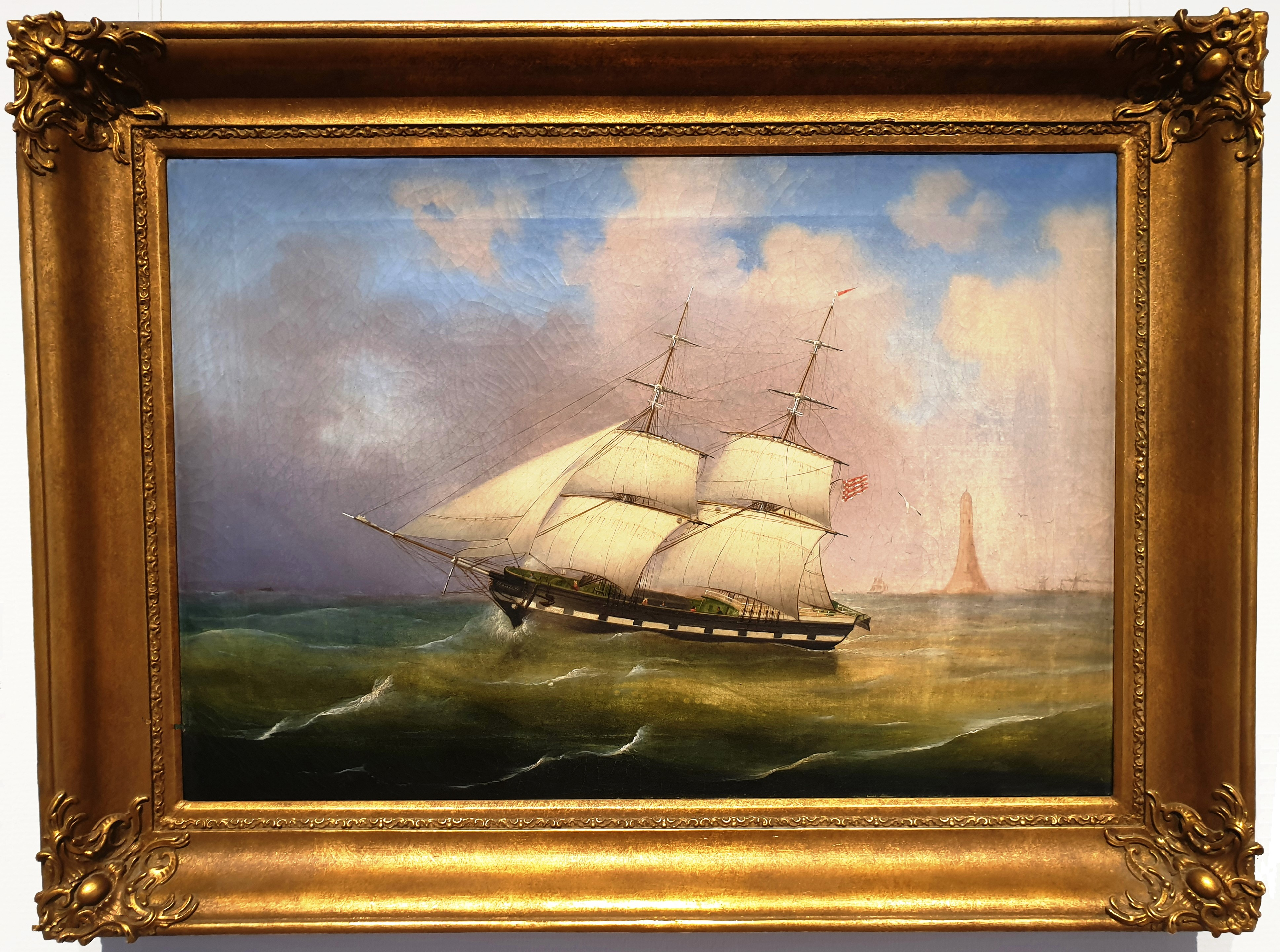
Brigg Johann, Kapitänsbild für F.J.S. Kohn (1828–1879), den Vater Franz Kohn's, gemalt von Carl Justus Harmen Fedeler (1799–1858)

Kohn war der Sohn des Kapitäns, Schiffeigners und Holzhändlers Franz Johann Syabbe Kohn (* 16. Mai 1828 in Klippkanne in Brake; † 13. August 1879 in Geestemünde) und seiner Frau Maria Rebecca. Der Vater besaß eine der größten Holzimporthandlungen im Norddeutschen Raum. Er war verheiratet mit Johanna Margarethe Kohn. Das Paar hatte zwei Söhne, Gerhard Kohnert und Hans Kohnert.

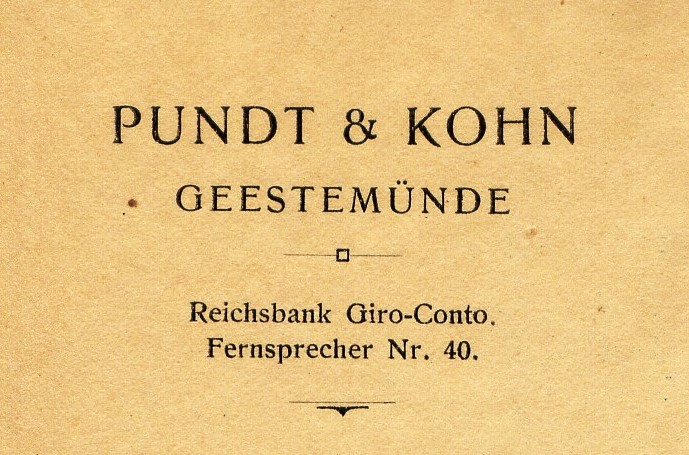
Briefkopf der Firma 'Pundt & Kohn'

Die Vorfahren waren Kapitäne und Eigner von Auswandererseglern, die im 19. Jahrhundert Auswanderer von Brake und Bremerhaven nach Amerika brachten und auf dem Rückweg Überseehandel betrieben. Mit dem Aufkommen der Dampfschifffahrt Mitte der 1850er Jahre wurde das Geschäft unrentabel. Der Vater wurde sesshaft und kaufte sich 1863 in eine Holzimportfirma Pundt & Kohn (P&K) ein. Begünstigt durch den Bau neuer Hafenanlagen an der Geeste sowie der rasant wachsenden Nachfrage nach Grubenholz, Eisenbahnschwellen und Bauholz für Wohn- und Fabrikbauten im Zuge des Bevölkerungswachstums und der industriellen Revolution des 19. Jahrhunderts florierte das Geschäft. Da das heimische Holzangebot diese große Nachfrage nicht mehr decken konnte, verlegte man sich auf den Holzimport überwiegend aus Skandinavien, Russland und teilweise auch aus Amerika, von wo man überwiegend Edelhölzer bezog. Angesichts des Gewichtes des Transportgutes war bis weit in das 19. Jahrhundert hinein der Wasserweg der mit Abstand kostengünstigste. So kam es nicht von ungefähr, dass sich Holzimportfirmen gerade am Unterlauf von Flüssen wie der Weser konzentrierten, von wo aus das importierte und bearbeitete Holz durch Lastkähne, später zunehmend auch durch die Eisenbahn in die Zentren der Industrialisierung verteilt wurde. Dies galt auch für die Firma P&K, deren erste Holzlagerplätze in der Deichstraße (später Bussestraße genannt) direkt am Geestedeich kurz von der Einmündung der Geeste in die Weser lagen. Nach nur fünfjähriger Zusammenarbeit schied Mitinhaber Diedrich Pundt 1868 krankheitsbedingt aus der Firma aus. Von nun an führte der Vater das sich gut entwickelnde Holzimportgeschäft, verbunden mit seiner Reederei mit eigenen Schiffen bzw. Schiffsanteilen (Guayana und die Briggs Marianne, Auguste und Salia), alleine weiter. Danach übernahm sein Sohn den elterlichen Betrieb.
Kohn zählte Ende des 19. Jahrhunderts zu den vier Senatoren von Geestemünde. Er galt außerdem als einer der Vorväter des Sozialen Wohnungsbaus in der Region. Anfang der 1890er Jahre beantragte er für acht seiner Arbeiter, die Erlaubnis, eine Wohnsiedlung in der Nähe seiner Firma, auf dem Geestrücken in Hülsen, am Stadtrand von Geestemünde, zu bauen, wo es weder Kanalisation noch Strom gab. 1893 erhielt er die Baugenehmigung. Kohn übertrug das Eigentum an der Arbeitercolonie im Hülsen, nach deren Fertigstellung an den Gemeinnützigen Kreisbauverein Geestemünde GmbH. Die Gesellschaft überließ die Häuser den Bewohnern zur Kaufmiete. Es zogen überwiegend zugereiste Arbeiter aus Ostfriesland, Westfalen und dem benachbarten Land Wursten ein. Der Ausbau der Arbeitersiedlung war bis 1905 weitgehend abgeschlossen. Es lebten dort bereits ca. 90 kinderreiche Familien mit insgesamt 500 Angehörigen. Die soziale Verbundenheit der Bewohner zeigte sich unter anderem im Gemeinschaftsleben, z. B. der Gründung eines Trommler- und Pfeiferchors.